# PZL Bielsko SZD-35
Die  PZL Bielsko SZD-35 Bekas (deutsch „Schnepfe“) ist ein Schulsegelflugzeug des polnischen Herstellers SZD Bielsko. SZD steht für Szybowcowy Zakład Doświadczalny (Segelflugzeug-Entwicklungswerk).

## Geschichte
Das doppelsitzige Schulsegelflugzeug SZD-35 Bekas entstand auf Grund eines Vertrages zwischen der DDR und der VR Polen, um ein Nachfolgemodell für die SZD-9bis1E Bocian zu entwickeln, die das damalige Standardschulflugzeug der Gesellschaft für Sport und Technik (GST) bildete. Die Durchführung des Projekts begann 1969 unter der Leitung von T. Labuć und J. Niespal. Der erste Prototyp mit dem Kenner SP–2553 flog erstmals im November 1970 mit Adam Zientek. Es folgte noch ein zweiter (SP–2557) im März 1971; ein dritter wurde nur für Belastungstests am Boden genutzt.
Das Flugzeug enttäuschte jedoch. Die Leistung(en?) war(en?) nur geringfügig besser als beim Bocian. Es zeigte sich, dass ein zeitgemäßes Schulsegelflugzeug in klassischer Holzbauweise nicht mehr zu verwirklichen war. Der weitere Entwicklungsweg führte zum GFP-Flugzeug und in der VR Polen zur SZD-50 Puchacz, dem letzten Standardschulsegler der GST der DDR.

## Bauausführung
Die Bekas ist ein freitragender Mitteldecker in Holz-Halbschalenbauweise mit ovalem Querschnitt und Sperrholz und im vorderen Bereich GFK-Beplankung. Das negativ gepfeilte (−4°) und in positiver V-Stellung (4°) ausgeführte Tragwerk ist in Holzbauweise und mit durchgehendem Hauptholm ausgeführt. Die Tragflächen sind zu zwei Dritteln sperrholz- und zu einem Drittel stoffbespannt und verfügen über spaltlose Querruder. Das freitragende Normalleitwerk besteht ebenfalls aus Holz mit stoffbespannten Rudern. Das starre Fahrwerk von einem Hauptrad 350 × 135 mm mit Scheibenbremse und einem starren, nicht lenkbaren Spornrad gebildet, es ist keine Gleitkufe vorhanden.

## Technische Daten
| Kenngröße              | Daten                                            |
| ---------------------- | ------------------------------------------------ |
| Baujahre               | 1970–1971                                        |
| Besatzung              | 1–2                                              |
| Spannweite             | 15,90 m                                          |
| Länge                  | 8,5 m                                            |
| Höhe                   | 1,9 m                                            |
| Flügelfläche           | 19,8 m²                                          |
| Flügelstreckung        | 12,9                                             |
| Gleitzahl              | 27,4 bei 84 km/h                                 |
| Leermasse              | 335 kg                                           |
| Nutzlast               | 205 kg                                           |
| Startmasse             | 540 kg                                           |
| Flächenbelastung       | 27,4 kg/m²                                       |
| Mindestgeschwindigkeit | 60 km/h                                          |
| Höchstgeschwindigkeit  | 220 km/h                                         |
| geringstes Sinken      | 0,82 m/s bei 74 km/h                             |
| Flügelprofil           | FX-61-163 (Flügelwurzel) FX-60-1261 (Flügelende) |